# Lup între oi
Wolf in the Fold este un episod din sezonul al II-lea al Star Trek: Seria originală care a avut premiera la 22 decembrie 1967.

## Prezentare
Dl. Scott este implicat într-o serie de crime bizare.